# 會說話的貓：達巴
《會說話的貓：達巴》（日语：ブンダバー）為窪島里歐創作、佐竹美保繪圖的日本兒童讀物系列，於2001年起由POPLAR社出版，總共10冊。從2006年開始，針對稍大年齡段的讀者推出了《達巴和朋友們》（日语：ブンダバーと仲間たち）系列，共有9冊。

## 概要
海濱小鎮霍爾姆鎮（ホルム）上住著一對恩愛的老夫婦－歐西吉與琳，他們經營著一間舊家俱店。有一日，歐西吉於廢棄物中拾獲了一只舊衣櫃，打算在修理後送給琳作為生日禮物。不久後一隻黑貓從衣櫃裡面跳了出來，這隻貓的名字是達巴，牠能夠說人類的語言，更神奇的是連衣櫃也具有生命。該系列主要描述達巴與霍爾姆鎮居民互動的各種趣事。

## 登場人物

### 主要角色
達巴
系列主角，一隻會說人話的雄性黑貓，住在舊家俱店裡。性格如孩子般調皮、好強，有一點點愛哭。
除了會說人話外也具有與其他生物溝通的能力。
名字取自德語"wunderbar"，與英語"wonderful"同義，即奇妙的、很棒的之意。
小丹
一只有生命的衣櫃，也是達巴睡覺的地方。性別不明，性格與達巴相比顯得穩重、成熟。
具有自行移動的能力，但無法直接與人類溝通（只有達巴能聽見它說的話）。
歐西吉
舊家俱店的主人，有一點點神經質。
琳
歐西吉的太太，很講究規矩。與歐西吉將達巴視為孩子般疼愛。
小桃
14歲人類女孩，就讀藝術學校戲劇科，希望成為明星。是達巴認識的第一個人類朋友。
在家中六個姐妹中排行第五。
家中其他成員包括父母、奶奶、大姐露露、三胞胎姐姐拉拉、柔柔、莉莉、妹妹娜娜，以及一隻牧羊犬德君。

### 次要角色
阿彭
歐西吉的兒時玩伴，是一名眼科醫師，其診所位於海邊。性格豪放不拘，喜愛如衝浪等水上運動。
哥卓船長
歐西吉的兒時玩伴，於船隻「提著旅行箱的美人魚號」擔任船長，熱愛冒險。
莎莎小姐
琳的好友，是一位擅長打毛線的名人，性格害羞怕生。於第9冊結尾與阿彭成為戀人。
托巴王子、麥姬公主
199年前「格拉多拉王國」的王子與公主，因病早逝後成為幽靈。之後成為達巴牠們的好友。
霍爾姆鎮上的貓咪們
霍爾姆鎮上的其他貓咪們，包括嘎嘎、小塔、瑪莉、金銀、恰恰。
最初對於會說人話的達巴十分排斥。最終在達巴努力下與牠們成為朋友。

## 出版書籍

### 《會說話的貓：達巴》系列
| 卷數 | POPLAR社 | POPLAR社       | POPLAR社               | 東雨文化         | 東雨文化       | 東雨文化               |
| 卷數 | 標題     | 發售日期       | ISBN                   | 標題             | 發售日期       | ISBN                   |
| ---- | -------- | -------------- | ---------------------- | ---------------- | -------------- | ---------------------- |
| 1    |          | 2001年5月初版  | ISBN 978-4-591-06830-4 | 霍爾姆鎮的大祕密 | 2007年2月初版  | ISBN 978-9-867-06258-1 |
| 2    |          | 2002年5月初版  | ISBN 978-4-591-07246-2 | 打不開的小丹     | 2007年7月初版  | ISBN 978-9-866-80311-6 |
| 3    |          | 2002年12月初版 | ISBN 978-4-591-07449-7 | 追著毛線球的達巴 | 2007年10月初版 | ISBN 978-9-866-80345-1 |
| 4    |          | 2003年6月初版  | ISBN 978-4-591-07727-6 | 被背包壓扁的達巴 | 2008年1月初版  | ISBN 978-9-866-80363-5 |
| 5    |          | 2003年12月初版 | ISBN 978-4-591-07957-7 | 沒有貓朋友的達巴 | 2008年4月初版  | ISBN 978-9-866-80379-6 |
| 6    |          | 2004年6月初版  | ISBN 978-4-591-08166-2 | 野丫頭娜娜的祕密 | 2008年7月初版  | ISBN 978-9-866-60112-5 |
| 7    |          | 2004年12月初版 | ISBN 978-4-591-08376-5 | 達巴的偵探事件簿 | 2008年8月初版  | ISBN 978-9-866-60120-0 |
| 8    |          | 2005年6月初版  | ISBN 978-4-591-08691-9 | 小丹的身世謎團   | 2008年10月初版 | ISBN 978-9-866-60141-5 |
| 9    |          | 2005年12月初版 | ISBN 978-4-591-08992-7 | 搶救約會大作戰   | 2009年3月初版  | ISBN 978-9-866-60161-3 |
| 10   |          | 2006年6月初版  | ISBN 978-4-591-09287-3 | 不可思議的客人   | 2009年7月初版  | ISBN 978-9-866-39004-3 |

### 《達巴和朋友們》系列
| 卷數 | POPLAR社 | POPLAR社       | POPLAR社               |
| 卷數 | 標題     | 發售日期       | ISBN                   |
| ---- | -------- | -------------- | ---------------------- |
| 1    |          | 2006年12月初版 | ISBN 978-4-591-09513-3 |
| 2    |          | 2007年6月初版  | ISBN 978-4-591-09817-2 |
| 3    |          | 2007年12月初版 | ISBN 978-4-591-10024-0 |
| 4    |          | 2008年7月初版  | ISBN 978-4-591-10376-0 |
| 5    |          | 2009年4月初版  | ISBN 978-4-591-10899-4 |
| 6    |          | 2009年12月初版 | ISBN 978-4-591-11227-4 |
| 7    |          | 2010年8月初版  | ISBN 978-4-591-11988-4 |
| 8    |          | 2011年3月初版  | ISBN 978-4-591-12380-5 |
| 9    |          | 2012年12月初版 | ISBN 978-4-591-08992-7 |

## 外部連結
- 『ブンダバー』於日本POPLAR社的頁面 （页面存档备份，存于） （日語）